# Taddeo Gaddi (cardeal)
Taddeo Gaddi (Florença, 22 de janeiro de 1520 - Siponto, 22 de dezembro de 1561) foi um cardeal do século XVII

## Biografia
Nasceu em Florença em 22 de janeiro de 1520. Filho de Luigi Gaddi e sua primeira esposa, Caterina Gomiel. Do Signori de Riano. Sobrinho do cardeal Niccolò Gaddi (1527). Descendente direto do famoso pintor medieval Taddeo Gaddi, de quem recebeu o nome.
Obteve um doutorado in utroque iure na Universidade de Pádua..
Constituído arcebispo de Cosenza em título, 21 de junho de 1535; administrador até atingir a idade canônica de 27 anos; governou a arquidiocese por meio de vigários. Consagrado (nenhuma informação encontrada). Sucedeu a seu tio, o cardeal, como abade commendatario de S. Leonardo di Manfredonia, 1536. Arcipreste e cônego do capítulo da catedral de S. Maria em Fiore, Florença. Pároco de S. Maria Novella, Chianti, desde 1536. Referendário apostólico, 1552..
Criado cardeal sacerdote no consistório de 15 de março de 1557; recebeu o gorro vermelho e o título de S. Silvestro no Capite, a 24 de março de 1557. Participou do conclave de 1559, que elegeu o Papa Pio IV..
Morreu em Siponto em 22 de dezembro de 1561, às 15h30, de gastroenterite com vômitos e cátaros, mosteiro de S. Leonardo, Apúlia. Transferido para Florença e enterrado no túmulo de sua família na igreja dominicana de S. Maria Novella naquela cidade.